# 2ЕЛ4
Електровóз 2ЕЛ4 — сучасний український двосекційний магістральний вантажопасажирський електровоз постійного струму створений для заміни магістральних вантажних електровозів постійного струму (типу ВЛ8, ВЛ10, ВЛ11) і призначений для водіння вантажних поїздів на залізницях колії 1520 мм. 
У 2009 році електровоз 2ЕЛ4-001 введено в експлуатацію у депо Красний Лиман Донецької залізниці.
До 2011 року побудовані й успішно експлуатуються чотири електровози 2ЕЛ4.

## Особливості конструкції
Кожна секція електровоза має кабіну керування та комплект обладнання, що забезпечує роботу одного електровоза, а також роботу по системі багатьох одиниць у складі двох електровозів (2х2ЕЛ4) або в складі трьох секцій.
Електровоз 2ЕЛ4 уніфікований з електровозом 2ЕЛ5 по вузлах механічної частини, кабіні управління, пневматичному, гальмівному та іншому обладнані. Електровоз має ходову частину, що відповідає сучасним вимогам: передача сили тяги і гальмування від візків до кузова здійснюється суцільними похилими тягами. Кузов і візки зв'язані між собою у вертикальному і поперечному напрямках за допомогою пружних і демпфуючих елементів. Перша ступінь підвішування — гвинтові пружини стиснення, другий ступінь — опори типу «Флексікойл». Електрична схема забезпечує роботу електровоза в режимі тяги, електричного (рекуперативного і реостатного) гальмування, вибігу та стоянки. У тяговому режимі роботи електровоза електрична схема забезпечує роботу тягових електродвигунів при незалежному і послідовному збудженні, в режимі рекуперативного і реостатного гальмування з незалежним збудженням при живленні від статичного перетворювача.
Регулювання швидкості електровоза забезпечується трьома угрупованнями тягових двигунів: послідовним, послідовно-паралельним і паралельним з'єднанням. 
Мікропроцесорна система управління, забезпечує: 
- ручне й автоматичне управлінням руху;
- діагностику параметрів руху та роботи обладнання електровоза.

Передбачена можливість регулювання продуктивності вентиляторів охолодження тягових двигунів залежно від температури.
Електровоз обладнаний: 
- сучасними системами безпеки руху (АЛС-МУ, КТДБ, РЛ-2С);
- українською системою пожежогасіння та сигналізації «ТИСА»;
- сучасної кабіною управління з покращеними умовами праці локомотивної бригади;
- вимикачем Secheron, що забезпечує високу комутаційну здатність і тривалий термін служби;
- трифазними асинхронними електродвигунами для приводу вентиляторів охолодження тягових двигунів, компресорів з живленням від статичного перетворювача;
- холодильником та сантехнічним обладнанням (умивальник, санвузол накопичувального типу).

Номінальна напруга кіл управління 110 В.